# Staromychajliwka
Staromychajliwka (ukr. Старомихайлівка) – osiedle na Ukrainie, w obwodzie donieckim, w faktycznie niefunkcjonującym rejonie donieckim, od 2014 pod kontrolą marionetkowej, zależnej od Rosji Donieckiej Republiki Ludowej. W 2001 liczyło 5333 mieszkańców.